# Dixeia orbona
Dixeia orbona é uma borboleta da família Pieridae. Pode ser encontrada no Senegal, Gâmbia, Guiné-Bissau, Burkina Faso, Gana, Nigéria, Camarões, Sudão, Etiópia, República Democrática do Congo, Uganda, Quénia e Tanzânia. O habitat consiste em bosques abertos e florestas montanhosas abertas, particularmente em florestas-pastagens mosaico.
As larvas se alimentam de espécies de Capparis.

## Subespécies
- Dixeia orbona orbona (Senegal, Gâmbia, Guiné-Bissau, Burkina Faso, norte de Gana, norte de Nigéria, norte de Camarões)
- Dixeia orbona vidua (Butler, 1900) (Sudão, Etiópia, República Democrática do Congo, Uganda, Quénia, Tanzânia)